# Prochoerodes pilosa
Prochoerodes pilosa là một loài bướm đêm trong họ Geometridae.